# Biała droga Live – Woodstock Festival Poland 2015
Biała droga Live – Woodstock Festival Poland 2015 – koncertowy album CD + DVD Urszuli, wydany 20 listopada 2015 roku nakładem firmy Złoty Melon.
Album stanowi zapis koncertu, który Urszula z zespołem zagrała z okazji dwudziestej rocznicy wydania albumu Biała droga, stanowiącego jej największy sukces komercyjny. Koncert miał miejsce w nocy 29/30 lipca 2015 na scenie Akademii Sztuk Przepięknych podczas 21. Przystanku Woodstock. W jego trakcie zostały zaprezentowane wszystkie piosenki z albumu Biała droga. Partie nagrane w oryginale przez Kostka Joriadisa gościnnie wykonał Damian Ukeje.

## Lista utworów
CD / DVD
1. Niebo dla ciebie (5:17) muz. S. Zybowski, sł. U. Kasprzak
2. Na sen (4:54) muz. S. Zybowski, sł. U. Kasprzak
3. Euforia (5:45) muz. S. Zybowski, sł. U. Kasprzak
4. Ja płaczę (3:51) muz. S. Zybowski, sł. U. Kasprzak
5. What Is And What Should Never Be (6:05) muz/sł. R.Plant, J. Page
6. Woodstock `94 (3:53) muz. S. Zybowski, sł. U. Kasprzak
7. Ten tato (4:51) muz. S. Zybowski, sł. U. Kasprzak
8. Konik na biegunach (5:10) muz. J. Dybek, sł. F. Serwatka
9. Mój blues (6:28) muz. S. Zybowski, sł. U. Kasprzak
10. Biała droga (6:25) muz. S. Zybowski, sł. U. Kasprzak
11. Lewiatan (6:40) muz. S. Zybowski, sł. U. Kasprzak
12. Millenium (7:32) muz. S. Zybowski, sł. U. Kasprzak
13. Dmuchawce, latawce, wiatr (5:20) bonus track – CD muz. R. Lipko, sł. M. Dutkiewicz
14. Luz blues, w niebie same dziury (6:12) bonus track – CD muz. R. Lipko, sł. M. Dutkiewicz

BONUS DVD
1. Bisy Woodstock 2015 Dmuchawce latawce wiatr, Luz blues w niebie same dziury, Niebo dla ciebie, Na sen
2. Making of Woodstock
3. Slideshow

## Teledyski
- „Na sen (wersja koncertowa)” – 2015
- „Konik na biegunach (wersja koncertowa)” – 2015
- „Ja płaczę (wersja koncertowa)” – 2015

## Twórcy
ZESPÓŁ
- Urszula Kasprzak – wokal
- Piotr Mędrzak – gitara
- Sławomir Kosiński – gitara
- Michał Burzymowski – gitara basowa
- Krzysztof Poliński – perkusja
- Bartek Gasiul – instrumenty klawiszowe
- Dorota Kopka-Broniarz – wokal

GOŚCINNIE
- Damian Ukeje – wokal (Niebo dla ciebie, Biała droga, Lewiatan i Millenium)

Marcin Lampkowski/Bartek Kapłoński – realizacja dźwięku.
Grzegorz Prusinowski – światło
Piotr „Dziki” Chancewicz – mix, mastering
Scenariusz i reżyseria: Jerzy Owsiak • Organizator koncertu: Złoty Melon sp. z o.o. • Realizacja: Wojciech Żebrowski, Konrad Kozłowski • Montaż: Grzegorz Mazur • Authoring: Studio Rangshar • Realizacja, produkcja nagrań live: Media Studio – Piotr „Dziki” Chancewicz, Marek Szymczyk, Leszek „Kędzior” Lichota • Mix i Mastering Stereo, 5.1 Piotr „Dziki” Chancewicz • Konsultacja 5.1 Przemek Nowak • Edycja komputerowa: Michał Kurowski, Rafał Hilbrycht – Media Studio • Projekt graficzny: Jurek Owsiak, Katarzyna Sasin, Magdalena Jabłońska, Gaweł Andrzejewski • Foto: Łukasz Widziszowski, Paweł Owczarczyk, Basia Lutzner, Dominik Malik, Anna Migda, Marcin Michoń, Lucyna Lewandowska, Piotr Barbachowski, Basia Bojanowska, Monika Nowakowska, Patrycja Kotecka • Produkcja telewizyjna: Złoty Melon • Kierownik produkcji telewizyjnej: Jacek Stachera, realizacja telewizyjna: Masala Squad TV sp. z o.o. • Producent koncertu: Radosław „Remek” Mysłek • Kierownictwo produkcji: Bartłomiej Stolarek • Koordynacja produkcji: Justyna Stasiak • Produkcja DVD: Złoty Melon sp. z o.o. • Making Of – zdjęcia: Wojtek Krawczyk • Montaż i postprodukcja: Wojtek Krawczyk